# Peter O'Meara
Peter Emmanuel O'Meara (Condado de Tipperary, 27 de outubro de 1969) é um ator, produtor e comediante irlandês.
Elogiado por seu trabalho nos palcos de Londres, ele participou da premiada série da HBO Band of Brothers interpretando o Primeiro-Tenente Norman Dike. Ele ganhou reconhecimento popular na série de TV Peacemakers como Detetive Larimer Finch trazendo a ciência do futuro para o velho oeste. A série estreou em 2004 com grande expectativa mas foi cancelada depois de apenas nove episódios. Em um episódio piloto da série de culto Alias, O'Meara interpreta Martin Bishop e Sydney Bristow é interpretada por Jennifer Garner.

## Ligações Externas
- Peter O'Meara. no IMDb.